# 콘덴세이트
콘덴세이트(condensate)는 천연가스에서 나오는 휘발성 액체 탄화수소를 말한다. 지하에 매장돼 있을 때는 기체로 존재하지만 지상으로 끌어올리면 액체가 된다. 비중이 가벼워 초경질원유로 분류되며 나프타 함량이 약 50%로 중질유(약 20%)보다 많다. 초경질유 또는 가스 콘덴세이트라고 부르기도 한다.

## 개요
2014년 6월 24일, 미국 상무부는 텍사스 소재 기업 2곳의 초경질유(콘덴세이트) 수출을 허용했다. 미국은 중동발 오일쇼크 뒤 1975년 캐나다를 제외한 외국으로의 원유 수출을 금지했다.
2017년 9월 3일, 북한 6차 핵실험으로 유엔 안보리가 유엔 안전 보장 이사회 결의 제2375호의 제재 결의를 했다. 미국은 원유공급을 전면 차단하려고 하였지만, 중국 등이 반대해서, 원유는 일부만 차단하고, 액화 천연가스, LNG와 콘덴세이트, 초경질유 수출은 전면 차단이 되었다.
2017년 9월, 이란은 한달 동안 하루 평균 원유 225만 배럴과 가스 콘덴세이트 43만 배럴을 수출했다. 한국은 특히 이란산 가스 콘덴세이트 수출량의 절반을 차지했다.
유조선 침몰로 해상에 유출된 콘덴세이트는 환경 생태계에 일반 유류보다 훨씬 좋지 않은 영향을 끼친다. 에너지정보 컨설팅업체 JTD 에너지서비스의 존 드리스톨은 "콘덴세이트는 증발이 쉽고 물과 잘 혼합되는 성질이 있다. 또 무색 무미여서 검측, 통제, 소거하는데도 큰 어려움이 있다"고 설명했다.
2017년 9월, 현대케미칼은 하루 13만 배럴의 콘덴세이트를 정제해 연간 혼합자일렌(MX) 120만톤과 경질납사 100만톤, 항공유 등 석유제품은 일산 약 5만배럴을 생산할 수 있는 설비를 갖췄다. 현대케미칼은 현대오일뱅크와 롯데케미칼의 합작법인이다.

## 이란 경제제재
2018년 11월, 미국이 이란 경제제재를 단행했는데, 한국은 예외를 인정해 주었다.
석유화학제품의 기초 원료가 되는 나프타는 같은 양이라도 일반 원유보다 콘덴세이트에서 더 많이 생산된다. 석유화학 원료로 사용되는 나프타 비중이 높은 콘덴세이트는 이란으로부터 수입되는 원유의 74%를 차지하며, 이는 국내 전체 콘덴세이트 수입량의 53%에 달한다. 나프타 함량이 많고 가격이 싼 이란산 콘덴세이트에 비해 대체재들은 나프타 함량도 적고 가격도 비싸다.
원유에서 나프타 평균 생산비율이 20%에 그치는 반면 이란산 콘덴세이트는 70~80%까지 가능해 수익성 확대에 유리하다. 한국 정유사들은 그간 콘덴세이트 구입처를 다변화해보려고 했지만, 이란만큼 안정적으로 공급해주는 국가는 없었다.
2018년 6월 말, SK에너지는 나프타 5만t을 구매했다. 일본 도착가격(C&F Japan)에 기준으로 t당 17~18달러를 냈다. 2018년 초 나프타 가격이 10 달러까지 떨어졌던 점을 고려하면 6개월 동안 무려 70% 이상 급등한 것이다. 한화토탈 또한 비슷한 가격으로 약 15만t의 나프타를 샀다.
미국은 나프타보다는 주로 '에탄'을 기반으로 석유화학 사업을 한다. 미국산 셰일가스에 포함된 에탄으로 에틸렌을 생산할 경우 원유기반 나프타 제조공법 대비 원가가 낮은 것으로 알려져 있다. 롯데케미칼이 국내 석화업계 가운데서는 처음으로 북미 셰일가스를 기반으로 한 에탄크래커 시장에 뛰어든다.
국내 정유·석유화학 회사들이 ‘산업의 쌀’로 불리는 에틸렌 생산 경쟁을 벌이고 있다. 에틸렌은 한 국가나 기업의 석유화학 사업 규모를 나타내는 척도다. 그동안 정유사들은 원유 정제 과정에서 생산되는 나프타를 석유화학사에 공급해 왔지만 이제 나프타를 직접 분해해 에틸렌을 생산하는 사업에 속속 뛰어들고 있다.